# 一念無明 (電影)
《一念無明》是2017年香港電影，由黃進導演，是香港首部劇情電影計劃第一屆的得獎作品，香港電影發展局電影發展基金撥款，由余文樂、曾志偉、金燕玲、方皓玟等人演出，黃進除了導演外還身兼剪接，編劇是陳楚珩。影片取材自香港真實新聞案件，以一個家庭悲劇描繪社會大眾對精神病患的漠視與汙名化，講述一對懷着沉重愧疚的父子如何承受過去的痛苦繼續努力生活的故事。
該片於第四十一屆多倫多國際電影節作世界首映，並為該年度唯一一套入選的香港電影。影片入圍第53屆金馬獎的最佳新導演、最佳男配角及最佳女配角，黃進獲得金馬獎最佳新導演，金燕玲獲得金馬獎最佳女配角。在第三十六屆香港電影金像獎更榮獲金像獎八項提名，當中包括: 最佳導演及最佳新導演—黃進、最佳編劇—陳楚珩、最佳男主角—余文樂、最佳男配角—曾志偉、最佳女配角—金燕玲、最佳女配角—方皓玟和最佳原創電影音樂—波多野裕介，最後獲得3項大獎，包括新晉導演、最佳女配角、及最佳男配角。電影更代表香港角逐第90屆奧斯卡金像獎最佳外語片。

## 角色介紹
| 演員   | 角色           | 簡介                    |
| 余文樂 | 黃世東 (阿東)  | 大海、婉蓉之長子        |
| 曾志偉 | 黃大海         | 婉蓉之夫、阿東父親      |
| 金燕玲 | 呂婉蓉         | 大海之妻、阿東母親      |
| 方皓玟 | 譚思慧 (Jenny) | 阿東女友                |
| 麥子樂 | Louis          | 黃世東之好友            |
| 税潔   | 余師奶         | 黃大海之鄰居            |
| 陳學文 | 余果 (生)      | 余師奶之子 黃大海之鄰居 |
| 陳彼得 | 阿力           | 黃大海之鄰居            |
| 吳肇軒 | 寬頻仔         | 黃大海之鄰居            |

## 票房
2017年上半年最高票房香港電影第5位，累積票房達$18,821,758 。

## 獎項及提名
| 頒獎典禮                                 | 獎項               | 姓名               | 結果 |
| ---------------------------------------- | ------------------ | ------------------ | ---- |
| 第十二届华语青年影像论坛                 | 年度新锐编剧       | 陈楚珩             | 獲獎 |
| 第十二届华语青年影像论坛                 | 年度新锐导演       | 黃進               | 提名 |
| 第53屆金馬獎                             | 最佳新導演         | 黃進               | 獲獎 |
| 第53屆金馬獎                             | 最佳男配角         | 曾志偉             | 提名 |
| 第53屆金馬獎                             | 最佳女配角         | 金燕玲             | 獲獎 |
| 第23屆香港電影評論學會大獎               | 最佳女演員         | 金燕玲             | 提名 |
| 第23屆香港電影評論學會大獎               | 最佳女演員         | 方皓玟             | 提名 |
| 第23屆香港電影評論學會大獎               | 最佳男演員         | 余文樂             | 提名 |
| 第23屆香港電影評論學會大獎               | 最佳男演員         | 曾志偉             | 提名 |
| 第23屆香港電影評論學會大獎               | 最佳編劇           | 陳楚珩             | 獲獎 |
| 第23屆香港電影評論學會大獎               | 最佳導演           | 黃進               | 獲獎 |
| 第23屆香港電影評論學會大獎               | 最佳電影           | 最佳電影           | 提名 |
| 第23屆香港電影評論學會大獎               | 推薦電影           | 推薦電影           | 獲獎 |
| 亞洲週刊                                 | 2016十大中文電影   | 2016十大中文電影   | 獲獎 |
| 2017大阪亞洲電影節                       | 最優秀作品賞       | 最優秀作品賞       | 獲獎 |
| 第五届十大华语电影表彰典礼               | 十大华语电影       | 十大华语电影       | 獲獎 |
| 第五届十大华语电影表彰典礼               | 年度演员           | 余文樂             | 獲獎 |
| 第五届十大华语电影表彰典礼               | 年度处女作导演     | 黃進               | 獲獎 |
| 《青年電影手冊》2016年度華語十佳頒獎典禮 | 年度新導演         | 黃進               | 提名 |
| 《青年電影手冊》2016年度華語十佳頒獎典禮 | 年度華語十佳影片   | 年度華語十佳影片   | 獲獎 |
| 《青年電影手冊》2016年度華語十佳頒獎典禮 | 年度男配角         | 曾志偉             | 提名 |
| 《青年電影手冊》2016年度華語十佳頒獎典禮 | 年度女配角         | 金燕玲             | 獲獎 |
| 第11屆亞洲電影大獎                       | 最佳女配角         | 金燕玲             | 提名 |
| 微博之星2016                             | 微博給力電影       | 微博給力電影       | 提名 |
| 微博之星2016                             | 微博給力男主角     | 余文樂             | 提名 |
| 第一屆最港電影大獎                       | 最港男演員         | 余文樂             | 提名 |
| 第一屆最港電影大獎                       | 評審團最港大獎     | 評審團最港大獎     | 獲獎 |
| 第一屆最港電影大獎                       | 最港電影           | 最港電影           | 獲獎 |
| 第一屆最港電影大獎                       | 最港導演           | 黃進               | 獲獎 |
| 第一屆最港電影大獎                       | 最港女演員         | 金燕玲             | 提名 |
| 第36屆香港電影金像獎                     | 最佳女配角         | 金燕玲             | 獲獎 |
| 第36屆香港電影金像獎                     | 最佳女配角         | 方皓玟             | 提名 |
| 第36屆香港電影金像獎                     | 最佳男配角         | 曾志偉             | 獲獎 |
| 第36屆香港電影金像獎                     | 最佳男主角         | 余文樂             | 提名 |
| 第36屆香港電影金像獎                     | 最佳編劇           | 陳楚珩             | 提名 |
| 第36屆香港電影金像獎                     | 最佳原創電影音樂   | 波多野裕介         | 提名 |
| 第36屆香港電影金像獎                     | 新晉導演           | 黃進               | 獲獎 |
| 第36屆香港電影金像獎                     | 最佳導演           | 黃進               | 提名 |
| 第11屆香港電影導演會年度大獎             | 新晉導演獎         | 黃進               | 獲獎 |
| 2017電影之夜                             | 最佳新導演         | 黃進               | 提名 |
| 2017電影之夜                             | 最佳女配角         | 方皓玟             | 提名 |
| 2017電影之夜                             | 最佳女配角         | 金燕玲             | 提名 |
| 2017電影之夜                             | 最佳男主角         | 余文樂             | 提名 |
| 2017電影之夜                             | 最佳編劇           | 陳楚衍             | 提名 |
| 2017電影之夜                             | 最佳男配角         | 曾志偉             | 提名 |
| 第一屆馬來西亞金環獎                     | 最佳男演員         | 曾志偉             | 獲獎 |
| 第二届意大利中国电影节                   | 最佳男演員         | 曾志偉             | 獲獎 |
| 第八届金考拉国际华语电影节竞赛单元       | 最佳男演員         | 曾志偉             | 獲獎 |
| 第八届金考拉国际华语电影节竞赛单元       | 最佳男演員         | 余文樂             | 提名 |
| 第八届金考拉国际华语电影节竞赛单元       | 特别推荐奖         | 余文樂             | 獲獎 |
| 第八届金考拉国际华语电影节竞赛单元       | 最佳導演           | 黃進               | 提名 |
| 第八届金考拉国际华语电影节竞赛单元       | 最佳影片           | 最佳影片           | 獲獎 |
| 第41屆香港國際電影節頒獎禮               | 觀眾票選大獎       | 觀眾票選大獎       | 獲獎 |
| 第26屆上海影評人獎                       | 年度新人新作奖     | 年度新人新作奖     | 獲獎 |
| 第26屆上海影評人獎                       | 年度华语十佳影片   | 年度华语十佳影片   | 獲獎 |
| 荷兰亚洲电影节 2017                      | Student Jury Award | Student Jury Award | 獲獎 |
| 第19屆遠東電影節                         | 網絡觀眾票選大獎   | 網絡觀眾票選大獎   | 獲獎 |
| 第58屆亞太影展                           | 亞太獨立精神獎     | 亞太獨立精神獎     | 獲獎 |
| 第58屆亞太影展                           | 最佳男配角         | 曾志偉             | 提名 |
| 第58屆亞太影展                           | 最佳女配角         | 金燕玲             | 提名 |

## 軼聞
因為預算限制令拍攝必須在兩星期內完成，在沉重題材和時間緊迫雙重夾擊下，主演的余文樂坦承過程感到非常辛苦，壓力極大。余文樂認為《一念無明》雖然氣氛抑壓，但對觀眾來說反而應該是正面：「因為它道出了問題，人才會去思考怎樣解決。有些人可能會感到害怕，因為這部戲實在太真實，但亦因為這樣，無論是情緒、家人、愛情，總有觸動到觀眾的地方，引起他們的共鳴。」所以他最大的希望，是《一念無明》能在更多的戲院上映：「這才是對這部電影最大的回報，因為它是能夠讓大家有得着的作品。」。
《一念無明》劇本靈感來自陳楚珩對香港社會的觀察，由一樁真實發生的新聞事件啟發。不只探討醫療照護、心理疾病與住屋問題，更凸顯出冷漠疏離擺在這座悶熱擁擠的城裡，是如此的諷刺與顯眼。「我希望能讓大家看見這樣的香港，因為看見了，可以讓人去想還能做些什麼，然後繼續走下去。」陳楚珩說。黃進也有感而發：「很多人會問我們是不是家庭或精神狀態有問題，所以才寫這樣的故事。人們會預期你一定是這樣的人，才會關心這樣的事，但不是這樣的。就像很多人支持同志平權，並不一定同志，而是我們相信這個世界這樣比較好，這是價值觀。如果我們都只為自己說話，並不能團結起來，運動也大不起來。更重要的是，我們有沒有想清楚我們想要怎麼樣的城市、怎麼樣的世界、怎麼樣的生活。」
這部縮影社會現實的劇本，獲得了香港「首部劇情電影計劃」200萬港元資助，更吸引3位優秀演員的加入。飾演父親的曾志偉是最初確定的角色，劇本隨後也打動了余文樂，讓他挑戰演出患躁鬱症的兒子。他們以票房分紅的方式代替了片酬，給予年輕導演最實質的鼓勵。飾演母親的金燕玲因著對曾志偉的信任，在一通電話邀請下答應演出，金馬獎的入圍酒會上，曾志偉笑說：「我是跟她說拍這片會得獎，她才來的。」金燕玲憑著動人真切的演技感動了評審，果真讓她拿下「最佳女配角」。。

## 外部連結
- 一念無明的Instagram帳戶
- 香港影庫上《一念無明》的資料（繁體中文）
- 開眼電影網上《一念無明》的資料（繁體中文）
- 豆瓣电影上《一念無明》的資料 （简体中文）
- 时光网上《一念無明》的資料（简体中文）
- 互联网电影数据库（IMDb）上《一念無明》的资料（英文）